# Nowe Warpno
Nowe Warpno (niem. Neuwarp) – miasto w północno-zachodniej Polsce, w województwie zachodniopomorskim, w powiecie polickim, siedziba gminy miejsko-wiejskiej Nowe Warpno, położone na Półwyspie Nowowarpieńskim, nad Zalewem Szczecińskim i Jeziorem Nowowarpieńskim; prawa miejskie od ok. 1295.
Według danych z 31 grudnia 2010 miasto liczyło 1237 mieszkańców.

## Położenie

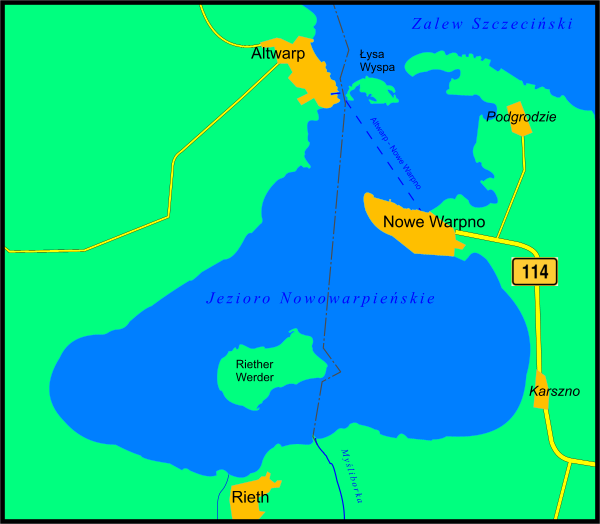
Nowe Warpno i Jez. Nowowarpieńskie

Nowe Warpno znajduje się w północno-zachodniej części województwa zachodniopomorskiego, na północno-zachodnim krańcu powiatu polickiego.
Leży na Równinie Wkrzańskiej, na Półwyspie Nowowarpieńskim oddzielającym Jezioro Nowowarpieńskie od Zatoki Nowowarpieńskiej, będącej częścią Zalewu Szczecińskiego. 
Według danych z 1 stycznia 2009 całkowita powierzchnia miasta wynosi 24,51 km².
Do Nowego Warpna należą także osiedla (dawne wsie): Grądno, Karszno, Małachowo, Miroszewo, Podgrodzie, Przedborze, Rytka.
W latach 1946–1998 miasto administracyjnie należało do woj. szczecińskiego.

## Historia

### Najwcześniejsze dzieje
Osada Wapene jest po raz pierwszy wymieniana w dokumencie księcia Barnima I z 1184, położona była na wyspie połączonej ze stałym lądem groblą. Lokacja Nowego Warpna najprawdopodobniej miała miejsce w 1295. Odbyła się na zasadzie translokacji z terenów dzisiejszego Podgrodzia, gdzie znajdował się wspomniany gród słowiański. Miasteczko znalazło się w granicach księstwa pomorskiego, aż do 1648, kiedy to pokój w Osnabrück po wojnie trzydziestoletniej przyznał tereny te Szwecji, która panowała nad Nowym Warpnem do 1720.

### Okres szwedzki

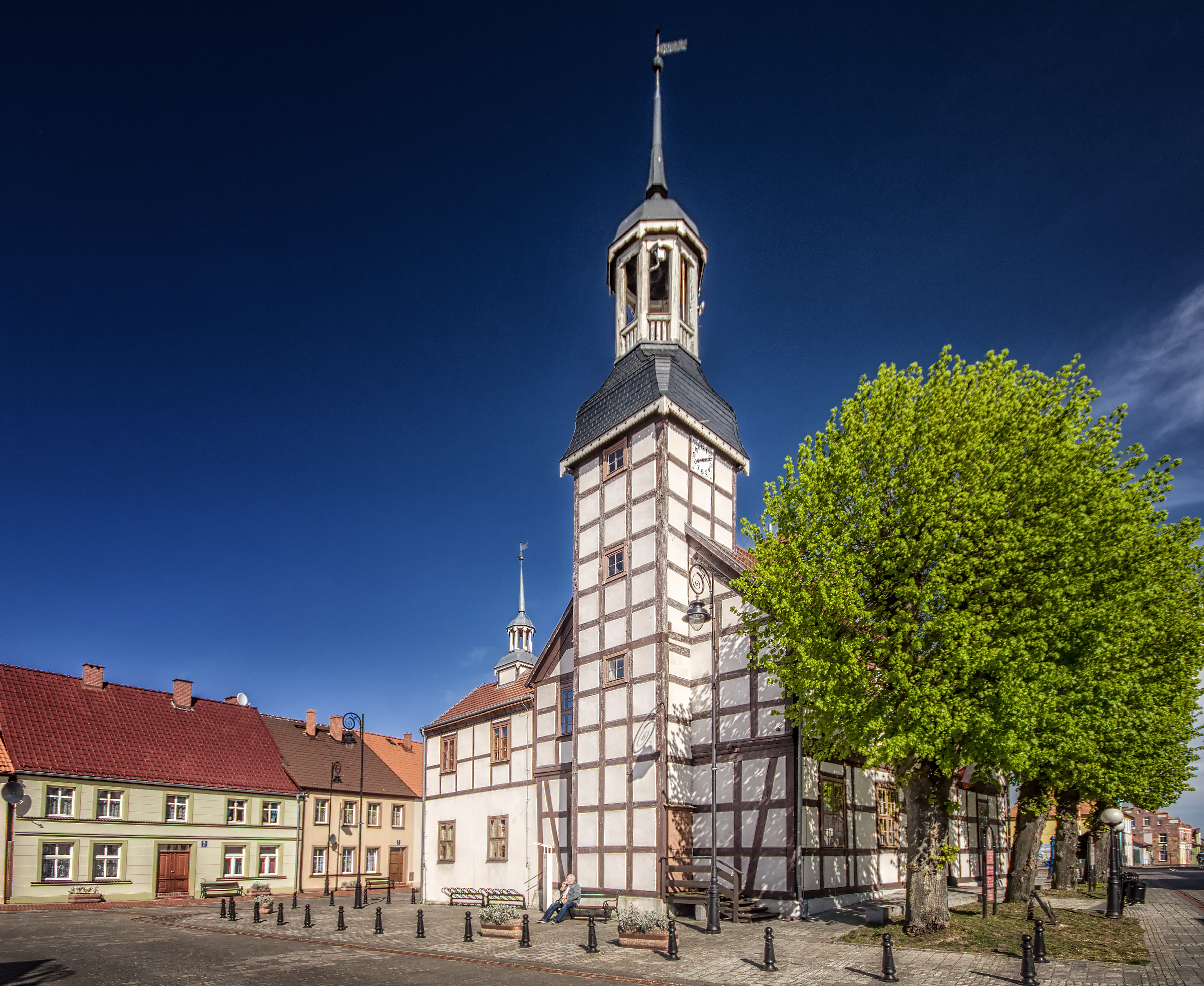
Ratusz w Nowym Warpnie

Szwedzi dążyli do szybkiego ufortyfikowania leżącego na wyspie miasta. W 1678 fortyfikator Christian Kanxdorff przedstawił projekt nowej twierdzy. Fortyfikacje miały łączyć trzy wyspy. Obecny półwysep, na którym dziś znajduje się centrum miasta, dawniej nie był połączony z lądem stałym. Plany wybudowania wielkiej twierdzy zrealizowano tylko częściowo. W 1692 główna część Nowego Warpna spłonęła w wielkim pożarze. Zniszczony został m.in. ratusz i kościół. Świątynię odbudowano, zaś na miejscu starego ratusza wzniesiono nowy, ryglowy budynek w 1697. Po wielkim pożarze mieszkańcy przenieśli się w większości do Altwarp, jednak po odbudowie powrócili i miasto liczyło w XVIII wieku ok. 1,3 tys. mieszkańców.

### Okres pruski i niemiecki
W 1715 miasto opanowali Prusacy, którzy w 1720 wcielili je do państwa pruskiego. Podczas wojny siedmioletniej zajęte przez wojska carskiej Rosji. 10 września 1759 na Zalewie Szczecińskim w okolicach Nowego Warpna rozegrała się bitwa morska pomiędzy królewskimi marynarkami Szwecji i Prus. Była to pierwsza bitwa morska w historii pruskiej floty. Zakończyła się ona zwycięstwem Szwecji, której flotyllą dowodził kapitan Rutensparne.

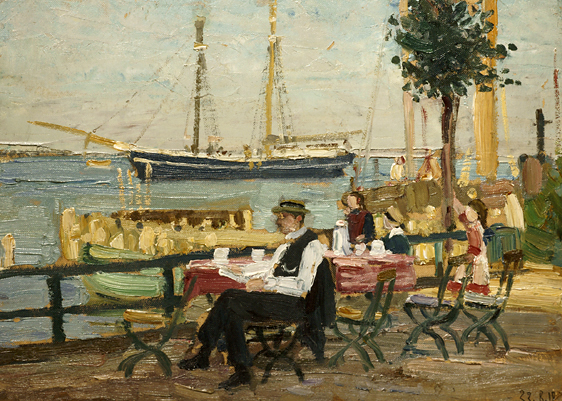
Obraz „Im Hafen von Neuwarp” Hansa Hartiga, 1918

W XVIII wieku miasto rozbudowało się w kierunku południowym, gdzie istniała dzielnica przedmiejska Albrechtsdorf, obecne Karszno. Tam znajdował się m.in. młyn i waga miejska. Wielkie szwedzkie fortyfikacje rozebrano w XIX wieku. Fosa została zasypana i wyspa stała się półwyspem. W okresie napoleońskim miasto było ośrodkiem partyzantki antyfrancuskiej. W 1846 roku zapadła decyzja o wybudowaniu grobli łączącej Stare Warpno z Nowym Warpnem. Projekt ten został zatwierdzony dopiero w 1908, jednak nigdy nie został zrealizowany. Pod koniec XIX wieku miasteczko zostało połączone ze Stobnem i dalej Szczecinem linią kolejową Randower Kleinbahn, co przyspieszyło rozwój gospodarczy. Miasto stało się ośrodkiem rybackim i handlowym, koleją przybyli też pierwsi wczasowicze. Znajdował się tutaj m.in. dom starców, szpital, poczta, szkoła, dom towarowy prowadzony przez rodzinę żydowską, łaźnia miejska i mleczarnia. W okresie międzywojennym miasto przeżywało rozkwit jako ośrodek turystyczny. Kursowały promy do Starego Warpna, Trzebieży i Szczecina oraz rejsy po Zalewie Szczecińskim. Miasto utrzymywało sześć restauracji, sześć piekarń, dwa warsztaty złotnicze, jeden kuśnierski, cztery krawieckie, pięć szewskich, kwitło przetwórstwo rybne. W 1920 w Podgrodziu powstał wielki ośrodek rehabilitacyjno-wypoczynkowy dla kombatantów I wojny światowej

### Okres po II wojnie światowej

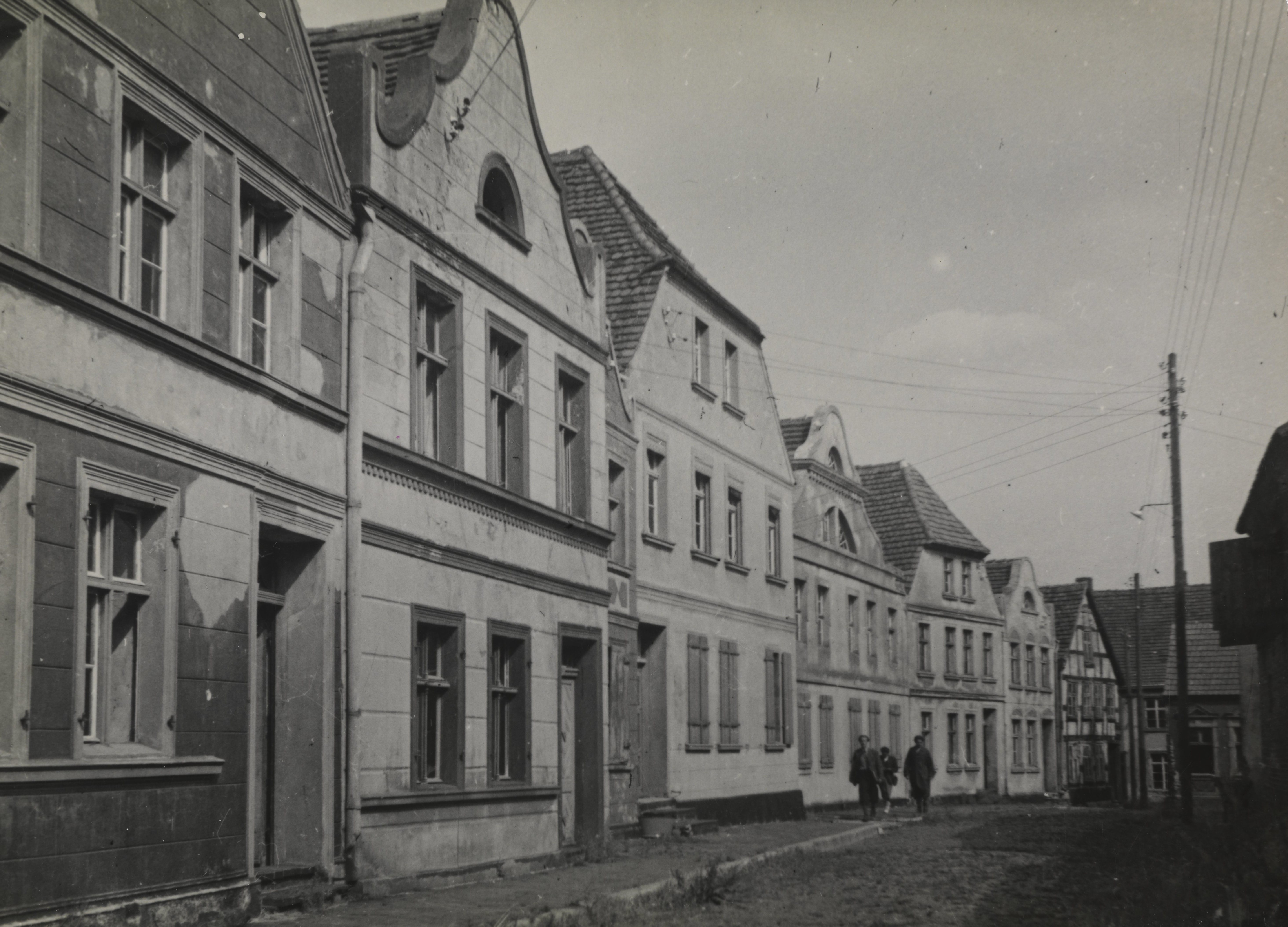
Ulica w Nowym Warpnie w 1949

Od 1945 Nowe Warpno należy do Polski. W październiku 1945 powołano polskie władze miejskie i urzędy. W latach 1945–1946 miejscowość była stolicą przejściowo istniejącego powiatu wieleckiego, obecną nazwę zatwierdzono administracyjnie 19 maja 1946. Obecnie miasteczko jest małym ośrodkiem turystycznym i lokalnym ośrodkiem kultury. W Nowym Warpnie znajduje się siedziba Urzędu Gminy i Miasta.
W 2007 wydano monografię miasta Nowe Warpno autorstwa dra Wojciecha Łopucha w serii „Czas, przestrzeń, tożsamość”. Trzy lata później ukazało się II wydanie, zatytułowane „Nowe Warpno i okolice”. W latach 2010 i 2013 ukazały się I i II wydanie „Leksykonu Puszczy Wkrzańskiej” Stowarzyszenia Ziemia Warpieńska pod redakcją prof. Tadeusza Białeckiego i Stanisława Krzywickiego.

### Przynależność polityczno-administracyjna Nowego Warpna
- 1815–1866: Związek Niemiecki, Królestwo Prus, prowincja Pomorze, rejencja szczecińska, powiat Anklam (1815–1818), powiat Ueckermünde
- 1866–1871: Związek Północnoniemiecki, Królestwo Prus, prowincja Pomorze, rejencja szczecińska, powiat Ueckermünde
- 1871–1918: Cesarstwo Niemieckie, Królestwo Prus, prowincja Pomorze, rejencja szczecińska, powiat Ueckermünde
- 1919–1933: Rzesza Niemiecka (Republika Weimarska), kraj związkowy Prusy, prowincja Pomorze, rejencja szczecińska, powiat Ueckermünde
- 1933–1945: III Rzesza, prowincja Pomorze, rejencja szczecińska, powiat Ueckermünde
- 1945–1946: Rzeczpospolita Polska (Polska Ludowa), Okręg III Pomorze Zachodnie, powiat wielecki
- 1946–1952: Rzeczpospolita Polska (Polska Ludowa), województwo szczecińskie, powiat szczeciński
- 1952–1975: Polska Rzeczpospolita Ludowa, województwo szczecińskie, powiat szczeciński
- 1975–1989: Polska Rzeczpospolita Ludowa, województwo szczecińskie, gmina Nowe Warpno
- 1989–1998: Rzeczpospolita Polska, województwo szczecińskie, gmina Nowe Warpno
- 1999–teraz: Rzeczpospolita Polska, województwo zachodniopomorskie, powiat policki, gmina Nowe Warpno

## Architektura
Zabytki chronione prawem w Nowym Warpnie:
- teren Starego Miasta z połowy XV w.[9],
- ratusz o konstrukcji ryglowej, z 1697,
- kościół pw. Wniebowzięcia NMP z XV, gotycki z barokowym wyposażeniem, przebudowany w 1693 i ponownie w XIX wieku,
- poczta przy ul. Kościuszki 58, z około 1905,
- dom szachulcowy, z XVIII/XIX w., Plac Zwycięstwa 3,
- dom szachulcowy z XVIII/XIX w., ul. Kościelna 2,
- pałac w Karsznie,
- kościół św. Huberta w Nowym Warpnie-Karsznie, ryglowy, z XVIII w.

Pomniki w Nowym Warpnie
- Pomnik Rybaka
- Pomnik Hansa Hartiga
- Pomnik Matki
- Pomnik Ryby

Autorem wszystkich powyższych pomników jest szczeciński rzeźbiarz Bohdan Ronin-Walknowski.
Obok kościoła pw. Wniebowzięcia NMP znajdują się dwa głazy-pomniki: ku czci zmarłych mieszkańców Nowego Warpna oraz drugi poświęcony Ojcu Świętemu Janowi Pawłowi II.

## Demografia

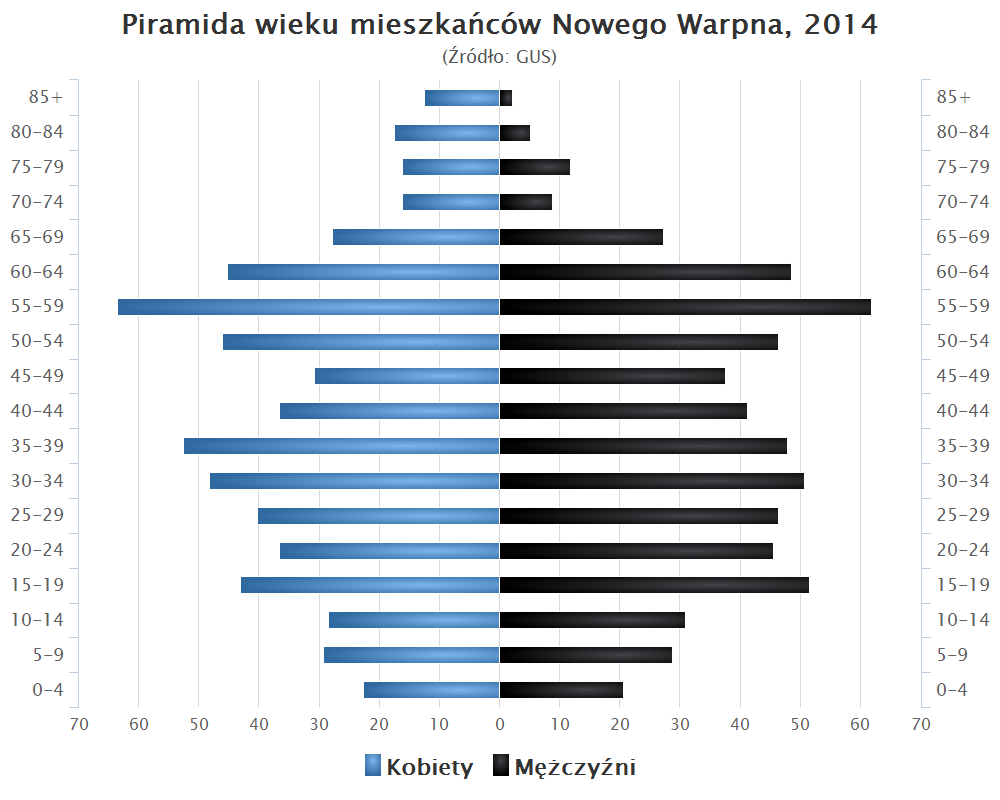
Piramida wieku mieszkańców Nowego Warpna w 2014 roku

## Gospodarka

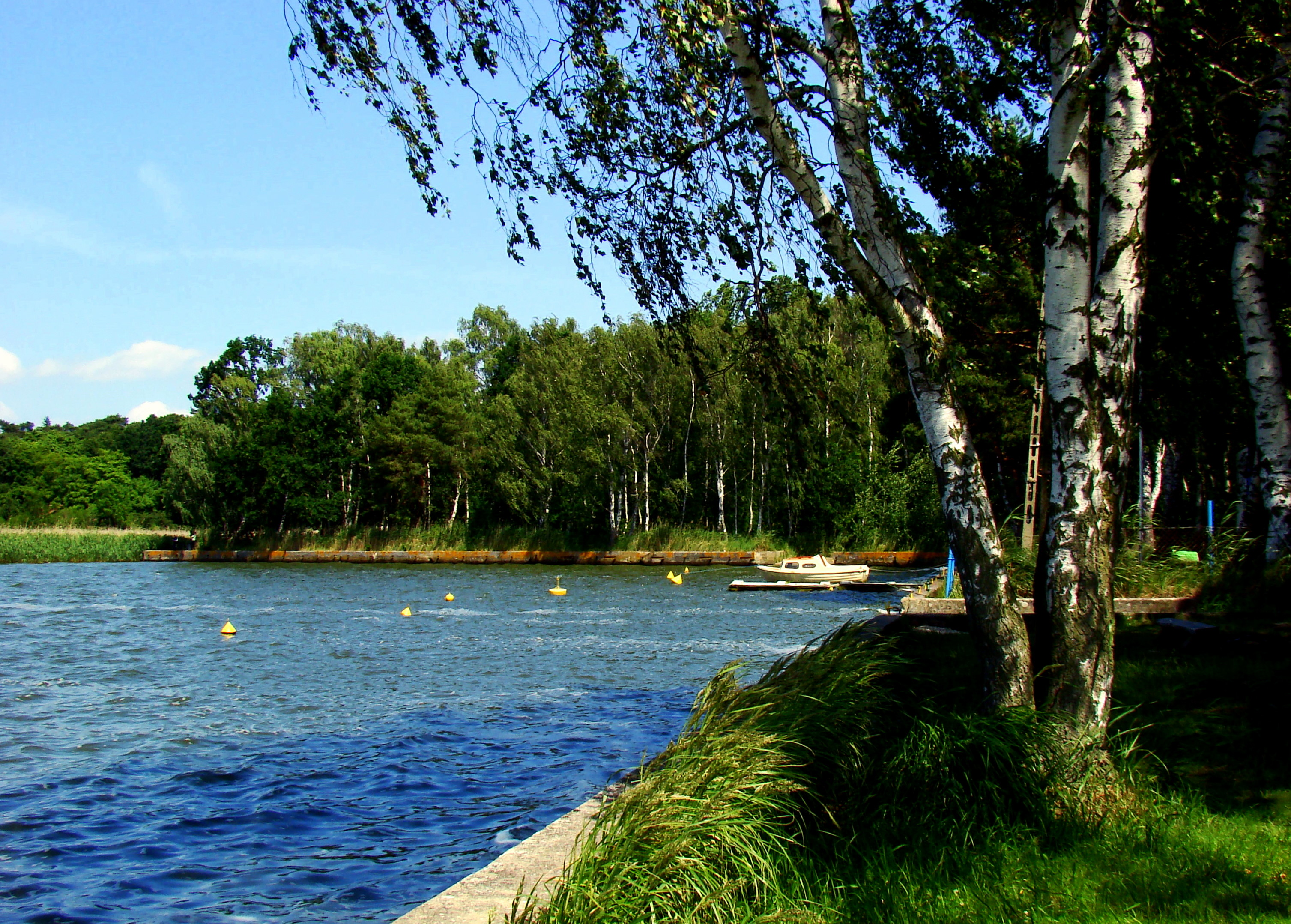
Przystań Podgrodzie

Nowe Warpno nie jest ośrodkiem przemysłowym. Gospodarka ogranicza się do usług i rybołówstwa. Największą firmą jest spółka „Ryb-War” zajmująca się połowem i sprzedażą ryb. W mieście działa kilka sklepów spożywczych i przemysłowych.

## Turystyka

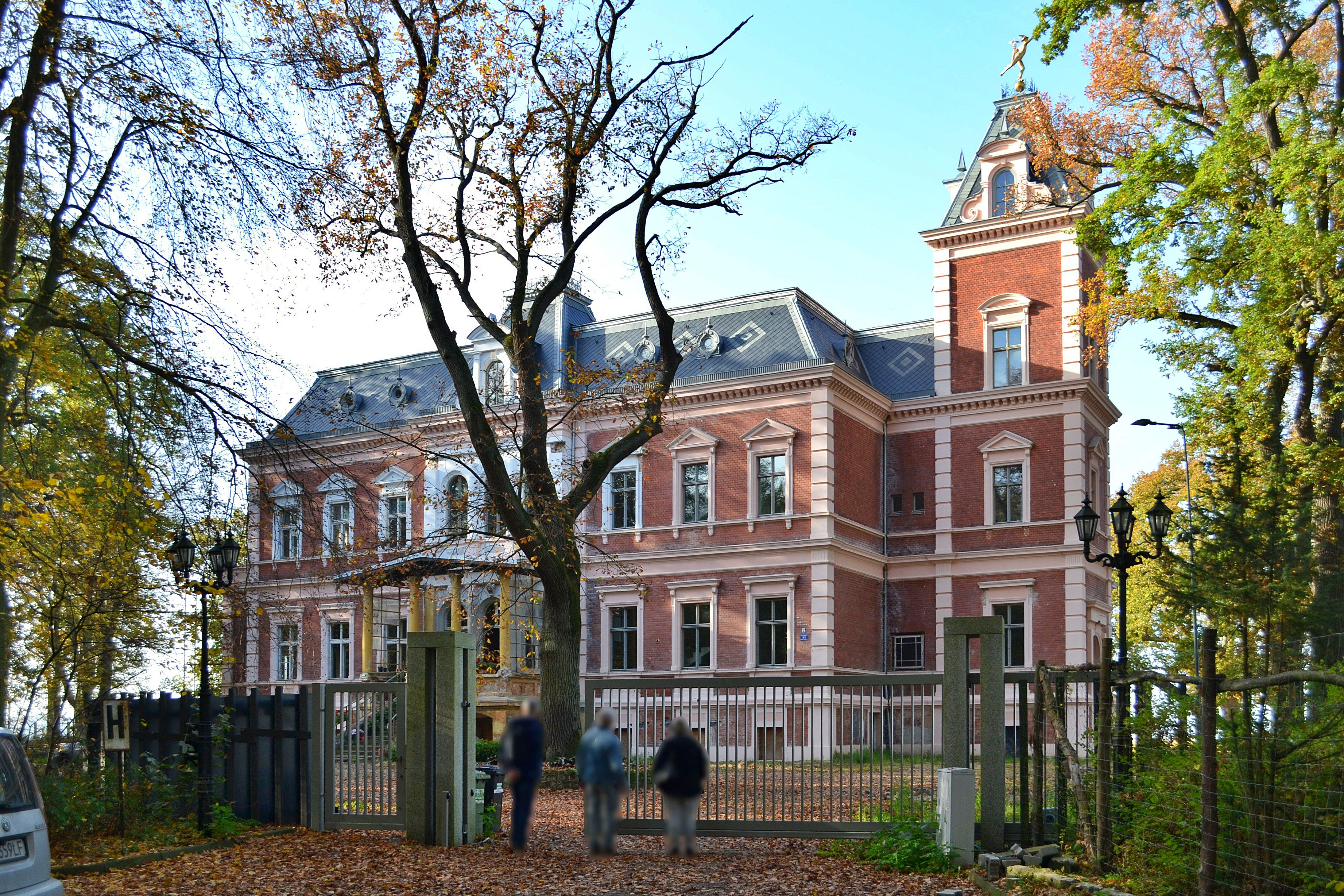
Pałac w Karsznie

Nowe Warpno to miejscowość turystyczna ze względu na swoje położenie nad Zalewem Szczecińskim oraz zabytki. W mieście znajduje się kemping oraz kilka gospodarstw agroturystycznych. Na południowym brzegu półwyspu znajduje się plaża, użytkowana w miesiącach letnich. Na terenie kempingu znajduje się natomiast plaża, bar oraz marina dla małych jednostek pływających. Miejscowość posiada niewielkie zaplecze gastronomiczne.
W 2011 roku na ulicy Źródlanej otwarto pierwszą w kraju Aleję Żeglarzy – ułożony z czerwono-szarej kostki deptak z płytami o wymiarach 60 x 60 cm z herbami miasta oraz sylwetkami dwóch żeglarzy: Krzysztofa Baranowskiego i Andrzeja Mendygrała.
W dzielnicy Miroszewo znajduje się wybrzeże klifowe. Okolice miasta to tereny leśne Puszczy Wkrzańskiej.
Przez miasto i okolice prowadzą szlaki turystyczne:
• czerwony  Szlak „Puszcza Wkrzańska”
• zielony  Międzynarodowy szlak rowerowy wokół Zalewu Szczecińskiego R-66
Planowana jest organizacja szlaku wodnego Berlin – Szczecin – Bałtyk.
Baza noclegowa Nowego Warpna to ośrodek wypoczynkowy, marina, camping, pensjonat i pokoje w kwaterach prywatnych.

## Komunikacja

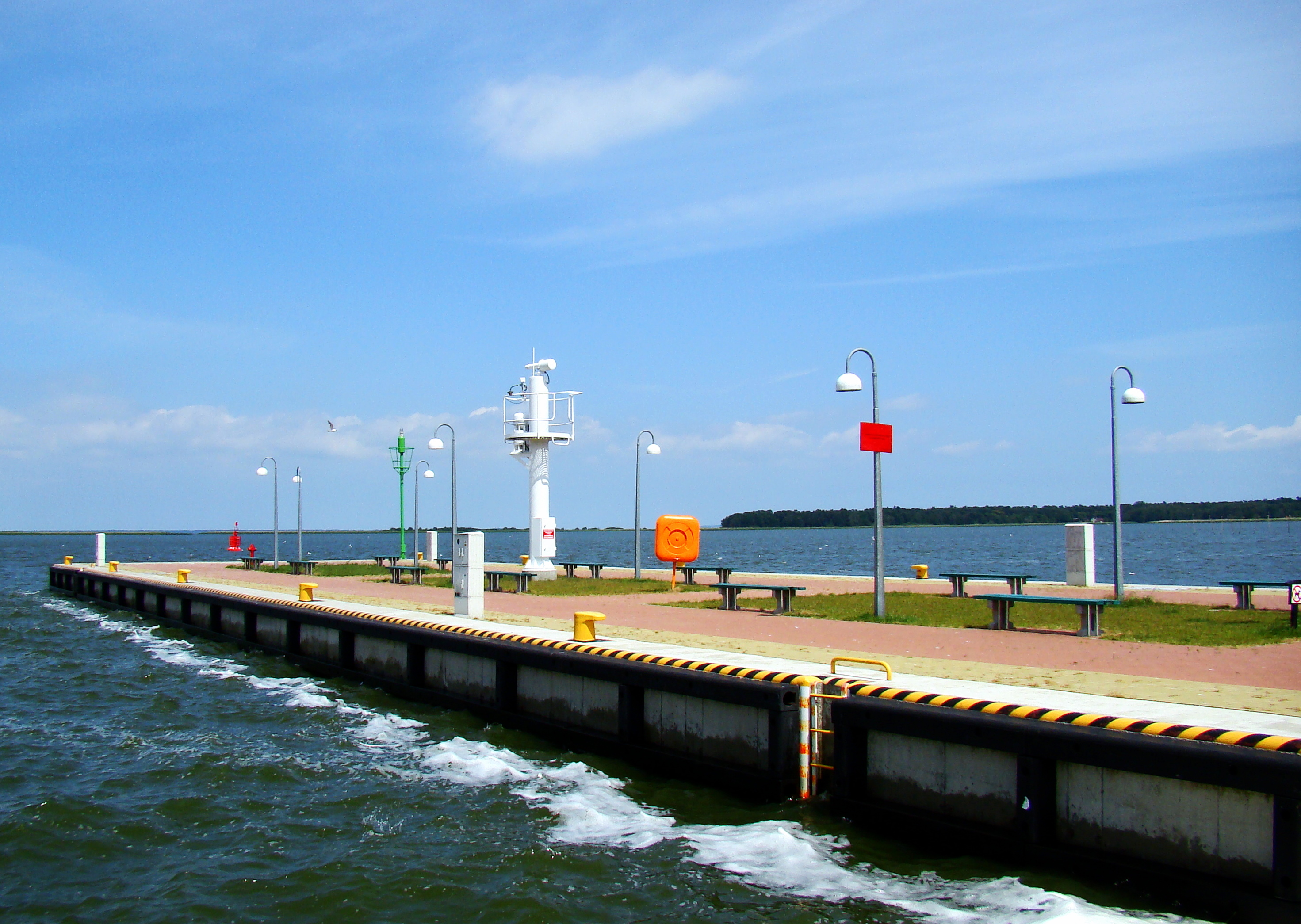
Port morski Nowe Warpno

W Nowym Warpnie znajduje się port dla statków białej floty wykonujących kursy do sąsiedniego Altwarp (Stare Warpno) oraz do Ueckermünde i Kamminke. W porcie Nowe Warpno przy Nabrzeżu Przemysłowym (odpraw granicznych) mogą zawijać statki o maksymalnej długości do 40 m i maksymalnej szerokości do 8 m.
Z miasta prowadzi droga wojewódzka nr 114 przez Trzebież (21 km) i Police (34 km) do Tanowa.
Przed II wojną światową istniała linia kolejowa Randower Kleinbahn prowadząca z Gumieniec przez Stobno, Dołuje, Dobrą, Buk (dziś w Polsce), Glashütte, Hintersee i Rieth do Nowego Warpna. Została ona w 1945 rozebrana na odcinku Dobra – Nowe Warpno, wskutek dwukrotnego przecięcia jej przez nowo wytyczoną granicę państwową.
Z Nowego Warpna do Polic kursują busy przewoźnika EverTrans.

## Administracja
Miasto jest siedzibą gminy miejsko-wiejskiej. Mieszkańcy Nowego Warpna wybierają do swojej rady miejskiej 11 radnych (11 z 15). Pozostałych 4 radnych wybierają mieszkańcy terenów wiejskich gminy Nowe Warpno. Organem wykonawczym jest burmistrz. Siedzibą władz jest budynek przy placu Zwycięstwa.

### Burmistrzowie Nowego Warpna
- Grzegorz Jan Torbe (1994-2002)[15]
- Sylwester Getka (2002–2004) usunięty w referendum[16]
- Tadeusz Szafran (2004–2006, Sojusz Lewicy Demokratycznej)[17]
- Władysław Piotr Kiraga (2006-2018, Platforma Obywatelska)[18]
- Jarosław Burba (od 2018)[19]

Mieszkańcy Nowego Warpna wybierają parlamentarzystów z okręgu wyborczego Szczecin, a posłów do Parlamentu Europejskiego z okręgu wyborczego nr 13.